# Neolucanus sinicus
Neolucanus sinicus es una especie de coleóptero de la familia Lucanidae. Presenta las subespecies:
- Neolucanus sinicus championi
- Neolucanus sinicus fuliginatus
- Neolucanus sinicus nosei
- Neolucanus sinicus opacus
- Neolucanus sinicus pseudopacus
- Neolucanus sinicus sinicus
- Neolucanus sinicus Taiwanus

## Distribución geográfica
Habita en  China.